# Антрацит (производственное объединение)
«Антрацит» — производственное объединение в городе Антрацит Луганской области.

## История

### 1920 - 1991
В начале 1920 года, вскоре после окончания боевых действий гражданской войны в шахтёрском посёлке шахты № 13 было создано Боковское рудоуправление, в ведение которого передали находившиеся в этом районе угольные шахты и их инфраструктуру.
16 декабря 1923 года состоялась конференция шахтеров Боковского рудоуправления, на которой были рассмотрены вопросы восстановления угольных шахт и увеличения добычи угля. К началу 1925 года все разрушенные в ходе гражданской войны шахты были восстановлены, а кроме того, в строй были введены новые шахты - № 2-2-бис, 7-7-бис, 1-1-бис, 23-25-бис, 22-53 и 303. В это же время началась механизация процессов добычи угля.
В 1925/1926 хозяйственном году шахтеры Боковского рудоуправления добыли 722 717 тонн угля и заняли третье место в Донбассе.
После начала индустриализации развитие угольной промышленности Донбасса ускорилось. В первую пятилетку в посёлке Боково-Антрацит была построена крупная высокомеханизированная шахта "Центральная Боковская".
В 1936 году Боковское рудоуправление было выделено в самостоятельный трест "Боково-Антрацит".
В ходе Великой Отечественной войны в связи с приближением линии фронта осенью 1941 года началась эвакуация оборудования шахт. Бои на подступах к городу продолжались с ноября 1941 до июля 1942 года, в обороне города вместе с военнослужащими 395-й стрелковой дивизии РККА участвовали многие местные жители (в том числе, шахтёры). С 18 июля 1942 года по 19 февраля 1943 года город был оккупирован немецкими войсками, однако за семь месяцев оккупанты не сумели восстановить работу шахт и наладить добычу угля. Перед отступлением гитлеровцы взорвали и затопили все угольные шахты.
Восстановление разрушенных шахт началось одновременно с восстановлением города, в конце февраля 1943 года.
После того, как в 1946 году был введён в эксплуатацию Антрацитовский ремонтно-механический завод, производивший запчасти для горношахтного оборудования, восстановление шахт ускорилось, а в конце 1952 года трест "Боково-Антрацит" вышел на довоенный уровень добычи угля.
30 декабря 1962 года Боково-Антрацит стал городом областного подчинения Антрацит, после чего в название треста были внесены соответствующие изменения.
В мае 1966 года за достижения в развитии угольной промышленности трест "Антрацит" был награждён орденом Трудового Красного Знамени, а позднее преобразован в производственное объединение "Антрацит".
В 1980 году была введена в строй шахта "Комсомольская", в 1984 году - обогатительная фабрика "Нагольчанская".
В целом, в советское время добыча угля являлась основой экономики города, а угольный трест был градообразующим предприятием.

### После 1991
После провозглашения независимости Украины государственное предприятие было преобразовано в открытое акционерное общество, началась приватизация объектов социальной инфраструктуры города, входивших в состав ПО "Антрацит". Так, в мае 1995 года Кабинет министров Украины утвердил решение о приватизации в течение 1995 года городского управления жилищно-коммунального хозяйства и управления теплосетей ПО «Антрацит».
В октябре 1995 года было утверждено решение о приватизации шахты имени "Луганской Правды", дворца культуры ПО "Антрацит" и спортивного комплекса ПО "Антрацит".
В августе 1997 года государственная холдинговая компания «Антрацит» была включена в перечень предприятий, имеющих стратегическое значение для экономики и безопасности Украины.
По состоянию на 2004 год, добыча угля оставалась основой экономики города.
Начавшийся в 2008 году экономический кризис осложнил положение в угольной промышленности Украины, и в сентябре 2011 года Кабинет министров Украины разрешил министерству энергетики и угольной промышленности Украины закрыть шахту «Крепинская» (входившую в состав ГП «Антрацит»).
В марте 2013 года было возбуждено дело о банкротстве ГП «Антрацит».
Весной 2014 года ГП «Антрацит» перешло под контроль властей ЛНР и было включено в состав Государственного унитарного предприятия «Антрацит».

## Состав
В состав производственного объединения входят два угледобывающих предприятия: «Шахта „Комсомольская“» (сдана в эксплуатацию в 1980 году) и «Шахта „Партизанская“» (основана в 1913 году).